# Graptopetalum bellum
Graptopetalum bellum (ve starší literatuře Tacitus bellus) je sukulentní rostlina původem ze západního Mexika. Má nádherné květy, pro které budí zájem pěstitelů.

## Vzhled
Graptopetalum bellum je růžicovitá rostlina asi 5–7 cm vysoká a nemá stonek. Listy v hustých růžicích, širokých 3–8 cm, jsou tlustě dužnaté, oválně trojúhelníkovité a ostře zašpičatělé. Jsou dlouhé 2–3,5 cm, šedozelené a voskově ojíněné. Na konci jara nebo na začátku léta vyrůstá po straně růžice nádherné květenství z 5–15 paprsčitě souměrných květů. Mají průměr až 2,5 cm a skládají se z 5 okvětních lístků, zbarvených růžově, lila nebo purpurově červeně.

## Oblast původu
Suché oblasti Mexika

## Pěstování a péče
Vyžaduje jen málo péče. Potřebuje světlé stanoviště a výživný, ale dobře propustný substrát. V období růstu je třeba mírně zalévat, v zimě udržovat skoro v suchu. Potřebuje teplotu nejméně 7 °C.

## Rozmnožování
Výsevem nebo odděláním a zakořeněním postranních růžic, které se vyvíjejí na bázi mateřské rostliny, ve skoro suchém písku.

## Růstová forma
- růžice

## Květy
- růžové, lilákové, purpurově červené, ve vrcholících
- doba květu – jaro až léto

## Pěstování
- snadné